# Tayyib Talha Sanuç
Tayyib Talha Sanuç (sinh 17 tháng 12 năm 1999) là một cầu thủ bóng đá Thổ Nhĩ Kỳ thi đấu ở vị trí hậu vệ cho Karabükspor.

## Sự nghiệp chuyên nghiệp
Tayyib Talha ra mắt chuyên nghiệp cho Karabükspor trong trận thắng 3-2 tại Süper Lig trước Akhisar Belediyespor ngày 2 tháng 6 năm 2017 lúc 17 tuổi.